# Ducato di Castro
Il ducato di Castro fu un feudo dell'Italia centrale, retto dai Farnese come vassallo dello Stato Pontificio (anche se di fatto indipendente).
Costituito nel 1537, rientrò nel patrimonio di san Pietro nel 1649. Comprendeva una piccola fascia territoriale dell'attuale Lazio a ridosso della Toscana. Si estendeva dal mar Tirreno al lago di Bolsena, in quella striscia di terra delimitata dal fiume Marta e dal Fiora, risalendo fino all'affluente Olpeta, emissario del lago di Mezzano. Dipendeva da esso la contea di Ronciglione, mentre il ducato di Latera, che gli sopravvisse per diciannove anni, godeva di maggiore autonomia avendo un diverso ramo dei Farnese come propria dinastia indipendente. Attualmente le rovine della città di Castro fanno parte del comune di Ischia di Castro.

## Storia del ducato

### Dalla fondazione alla dissoluzione
Castro, una cittadina arroccata su una rupe tufacea nei pressi del fiume Fiora, era la capitale e la residenza del duca.
Feudo della Chiesa dal 1154, il ducato di Castro fu creato da papa Paolo III Farnese (1534-1549), con la bolla Videlicet immeriti del 31 ottobre 1537, in favore del figlio Pier Luigi e della sua primogenitura maschile, con annessa la contea di Ronciglione, in cambio di Frascati. Il piccolo Stato ebbe un'esistenza breve, poco più di 110 anni, e fu emarginato dal principale possedimento parmense dei Farnese. Il ducato comprendeva le seguenti località, tutte oggi in provincia di Viterbo: Castro, Montalto, Musignano, Ponte della Badia, Canino, Cellere, Pianiano, Arlena, Tessennano, Piansano, Valentano, Ischia, Gradoli, Grotte, Borghetto, Bisenzio, Capodimonte, Marta, le isole Bisentina e Martana. Altri possedimenti farnesiani nel Lazio, ma separati dal nucleo attorno a Castro, erano: Ronciglione, Caprarola, Nepi, Carbognano, Fabrica di Roma, Canepina, Vallerano, Vignanello, Corchiano e Castel Sant'Elia.
Quale sede politica del nuovo Stato fu scelta Castro che, nel 1527, aveva subito un grosso saccheggio proprio a causa di Alessandro Farnese, il futuro Paolo III, che l'aveva fatta occupare suscitando le ire di papa Clemente VII. Castro ricambiò la scelta farnesiana inserendo nel proprio stemma, costituito da un leone rampante, tre gigli azzurri e il motto “Castrum Civitas Fidelis”. I Farnese, coadiuvati da Antonio da Sangallo il Giovane, ricostruirono completamente la città di Castro, adeguatamente fortificata e dotata di una propria zecca.
Dopo la creazione del ducato di Parma e Piacenza nel 1545, i Farnese si divisero per un decennio tra il vecchio ed il nuovo possedimento, cominciando, però, sempre di più a preferire quello nuovo. Divenuto duca di Parma, Pier Luigi cedette Castro al figlio Ottavio: questi, a sua volta, dopo la tragica morte del padre, trasmise Castro al fratello Orazio. Morto Orazio senza prole, il ducato tornò ad Ottavio.
Alla morte di Ottavio, il feudo passò al figlio Alessandro Farnese, che non visitò mai il suo territorio perché preferì combattere e farsi una fama nel Nord Europa.
Il declino del ducato iniziò con Ranuccio I, figlio di Alessandro, che ereditò una situazione debitoria piuttosto consistente.
Il suo successore, Odoardo I Farnese, non cercò di sanare la situazione, anzi, con una scelta poco lungimirante dichiarò guerra alla Spagna, senza neanche avvertire il pontefice Urbano VIII, che riuscì, comunque, a risolvere la situazione attraverso i canali diplomatici.
Tuttavia, gli interessi legati all'importanza strategica del territorio del ducato, enclave nello Stato Pontificio, fecero sì che il Papa cambiasse opinione nei confronti dei Farnese, rei di non onorare i propri debiti. Nel 1641 lo staterello fu conquistato dalle truppe papali, ma nel maggio 1643, il duca Odoardo lo riconquistò con l'aiuto dei francesi.
Con la seconda guerra di Castro, dopo stretto assedio, infatti, Innocenzo X (quasi certamente dietro suggerimento della potente cognata Olimpia Maidalchini) conquistò nuovamente il centro il 2 settembre 1649 e ordinò la demolizione della città, di cui rimangono pochi ruderi e sulle sue rovine fu eretta una colonna con la scritta “Hic Castrum fuit”.

### Le due guerre di Castro
Scoppiò un conflitto nel Seicento fra lo Stato Pontificio e la famiglia Farnese, causato dalle mire di papa Urbano VIII sul ducato di Castro e suddiviso in due fasi (1641-1644 e 1646-1649), denominato guerra di Castro.

### Annessione allo Stato Pontificio
Grazie all'aiuto del re di Spagna e del granduca di Toscana, con atto rogato il 19 dicembre 1649, Ranuccio, riconoscendo la propria impossibilità a pagare i debiti di famiglia, cedette tutti i beni e diritti inerenti al ducato alla Camera Apostolica per la cifra di 1.629.750 scudi. Con questo atto la Santa Sede si accollò tutti i debiti dei Farnese e concesse al duca la facoltà di riscatto, rimborsando la cifra in un'unica soluzione entro otto anni. Erano esclusi da questo documento palazzo Farnese a Roma e palazzo Farnese a Caprarola.
Al termine degli otto anni, Ranuccio non aveva ancora raccolto la somma pattuita, così papa Alessandro VII, con bolla del 24 gennaio 1660, dichiarò il ducato De non infeudandis, quindi definitivamente incamerato.
In seguito al Trattato di Pisa tra la Francia di Luigi XIV e la Santa Sede (1664), il ducato fu liberato dalla confisca. Venne concessa una nuova proroga di otto anni per riscattarlo, con la possibilità di pagare in due rate uguali per i beni divisi in due parti. Vista la situazione economica di casa Farnese, sempre più compromessa, anche questa dilazione si rivelò infruttuosa.
Così il territorio del piccolo Stato fu definitivamente assorbito e aggregato alla provincia pontificia del Patrimonio di san Pietro (in Tuscia), per poi essere dato ai conti Stampa di Ferentino che ne furono saggi amministratori per diversi anni.

### Con i Borbone
Il ducato di Castro ritornò agli onori delle cronache di tutta Europa sul finire degli anni sessanta dell'Ottocento, quando l'ultimo re delle Due Sicilie Francesco II, perso il regno nel 1861 dopo la disfatta subita da parte dei Savoia, decise nel 1870 di assumere la dignità di duca di Castro.
Ancora oggi il titolo di duca di Castro è assunto dal pretendente al trono della casa di Borbone delle Due Sicilie, in contrapposizione al duca di Calabria, come erede dell'ultima rappresentante di casa Farnese, Elisabetta, che andò sposa a Filippo V di Borbone, da cui nacque Carlo III, duca di Parma e Piacenza prima, poi sovrano di Napoli e Sicilia e, infine, re di Spagna.

## Il ducato nella storiografia
Il Memoriale mandato dall'Em. Card. Barberini alla Santità di N.S. Papa Innocenzo X fa menzione di tale iscrizione. "Vi fu seminato il sale e alzata una piramide che dice «Qui fu Castro»".
In realtà non si è mai trovata traccia di questa scritta. L'unico manufatto a poca distanza dalle rovine di Castro è il santuario del Crocifisso, meta a tutt'oggi dei rituali pellegrinaggi degli abitanti dell'Alta Tuscia, discendenti dai sudditi del distrutto Stato di Castro. La chiesa e le rovine, si trovano nel comune di Ischia di Castro.
All'inizio del 1985, lo storico Romualdo Luzi pubblicò sulla prestigiosa rivista "Barnabiti Studi" l'inedito «Giornale» dell'assedio, presa e demolizione di Castro (1649) dopo l'assassinio del vescovo barnabita Mons. Cristoforo Giarda.
Il manoscritto completava con informazioni preziose e con tutta evidenza di prima mano, le notizie spesso scarne relative a quel terribile anno per la Maremma laziale.
La cronaca, che iniziava il 1º giugno e terminava il 3 dicembre, rendeva conto di ogni dettaglio sulla demolizione, avvenuta "facendo inventario e trasportando a Civitavecchia l'artiglieria et ogni altra monitione di Castro"; "si conobbe poi anco in Roma che la demolitione era opera maggiore di quella che i Consultori di figuravano".
La vicenda fu drammatica per gli abitanti dell'ex ducato, soprattutto della città, che dovettero evacuare e reperire altrove lavoro e alloggio.
Per i Farnese risultò essere soprattutto una questione di prestigio visto che si trattava della regione storica da cui proveniva la famiglia, si erano interessati del feudo di Castro in misura minore rispetto all'assai più vasto ducato di Parma e Piacenza. La perdita delle opere d'arte, invece, riguardò tutte le persone sensibili e colte.
Lo scrittore francese Stendhal (1783-1842 si interessò al ducato farnesiano con il romanzo breve La badessa di Castro, scritto nel 1839 e ambientato nel decennio 1559-1569.

## Lo stemma del ducato di Castro
L'arme del ducato di Castro è stata ricostruita solo di recente, perché nei fitti ruderi della città distrutta sono stati rinvenuti solo alcuni stemmi in travertino, raffiguranti i sei classici gigli farnesiani. Dagli archivi storici comunali di Valentano e dal libro del notaio di Castro Domenico Angeli De depraedatione Castrentium, et suae patriae historia, si è potuto ricomporre l'emblema della città scomparsa.
Il blasone è così illustrato:

## Duchi di Castro

### Duchi di Castro e conti di Ronciglione della Casata dei Farnese (1537 - 1649)
| Nº | Titolo | Nome        | Dal               | Al                | Consorte                                                   |
| 1  | Duca   | Pier Luigi  | 14 marzo 1537     | 23 settembre 1545 | Gerolama Orsini                                            |
| 2  | Duca   | Ottavio     | 23 settembre 1545 | 10 settembre 1547 | Margherita d'Asburgo                                       |
| 3  | Duca   | Orazio      | 10 settembre 1547 | 18 luglio 1553    | Diana di Valois-Angoulême                                  |
| -  | Duca   | Ottavio     | 18 luglio 1553    | 18 settembre 1586 | Margherita d'Asburgo                                       |
| 4  | Duca   | Alessandro  | 18 settembre 1586 | 3 dicembre 1592   | Maria d'Aviz                                               |
| 5  | Duca   | Ranuccio I  | 3 dicembre 1592   | 5 marzo 1622      | Margherita Aldobrandini                                    |
| 6  | Duca   | Odoardo I   | 5 marzo 1622      | 11 settembre 1646 | Margherita de' Medici                                      |
| 7  | Duca   | Ranuccio II | 11 settembre 1646 | 19 dicembre 1649  | Margherita Violante di Savoia Isabella d'Este Maria d'Este |

### Duchi di Castro della Casata dei Borbone-Due Sicilie (1861 - oggi)
| Nº | Titolo | Nome                                  | Dal              | Al               | Consorte                                                      |
| 1  | Duca   | Francesco II d'Assisi Maria Leopoldo  | 1870             | 27 dicembre 1894 | Marie Sophie Amalie von Wittelsbach                           |
| 2  | Duca   | Alfonso Maria Giuseppe Alberto        | 27 dicembre 1894 | 26 maggio 1934   | Maria Antonietta Giuseppina Leopoldina di Borbone-Due Sicilie |
| 3  | Duca   | Ferdinando Pio                        | 26 maggio 1934   | 7 gennaio 1960   | Maria Ludwiga Theresia von Wittelsbach                        |
| 4  | Duca   | Ranieri Maria Gaetano                 | 7 gennaio 1960   | 1966             | Maria Karolina Zamoyska                                       |
| 5  | Duca   | Ferdinand Maria Andrea Alfonso Marcus | 1966             | 20 marzo 2008    | Chantal Françoise Marie Camille de Chevron-Villette           |
| 6  | Duca   | Charles Marie Bernarde Gennaro        | 20 marzo 2008    | oggi             | Camilla Crociani                                              |

## Galleria d'immagini
I suddetti Farnese, ad eccezione di Orazio, furono al contempo duchi di Parma e Piacenza. Ranuccio II ebbe altre due mogli, ma solo Margherita Violante di Savoia fu duchessa di Castro.

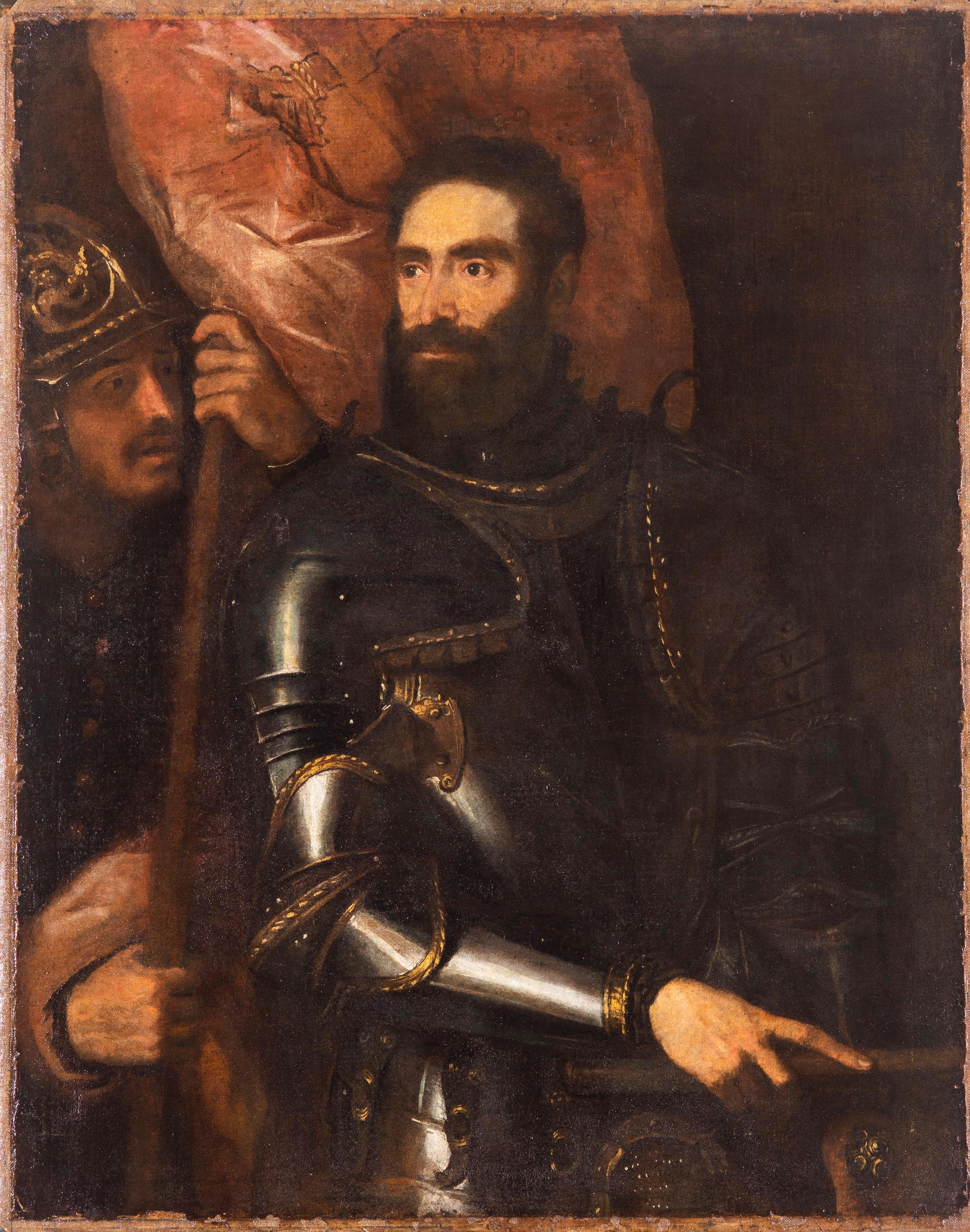
Pier Luigi
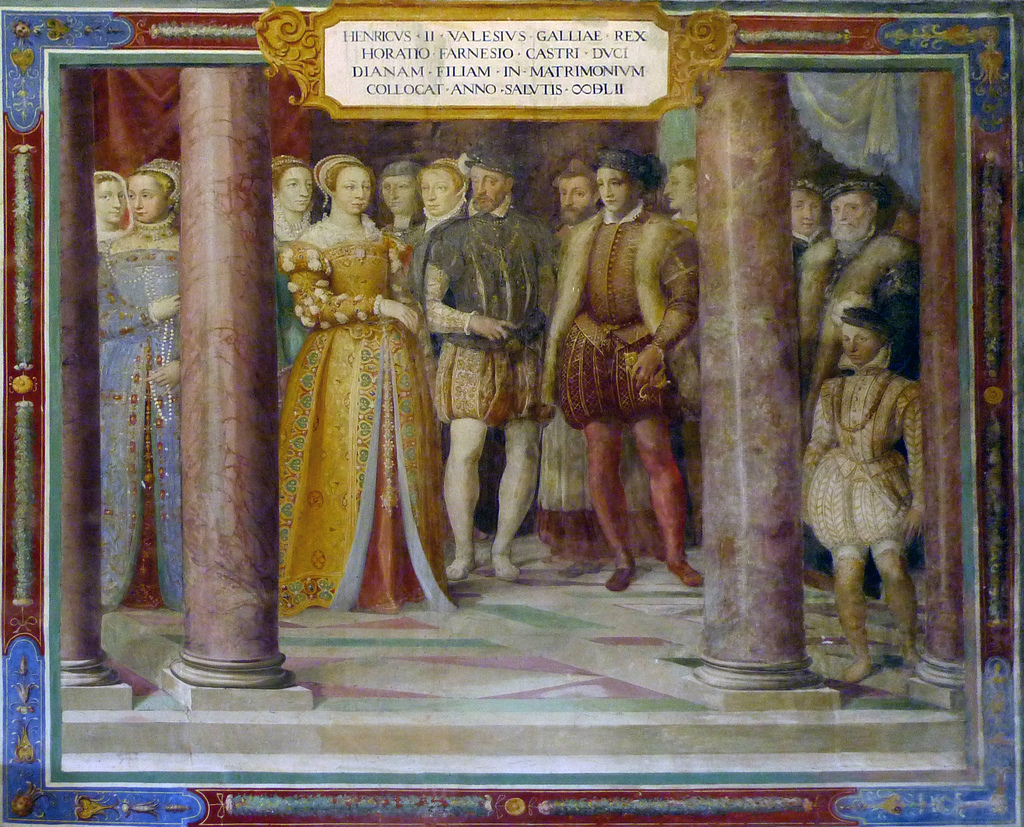
Orazio
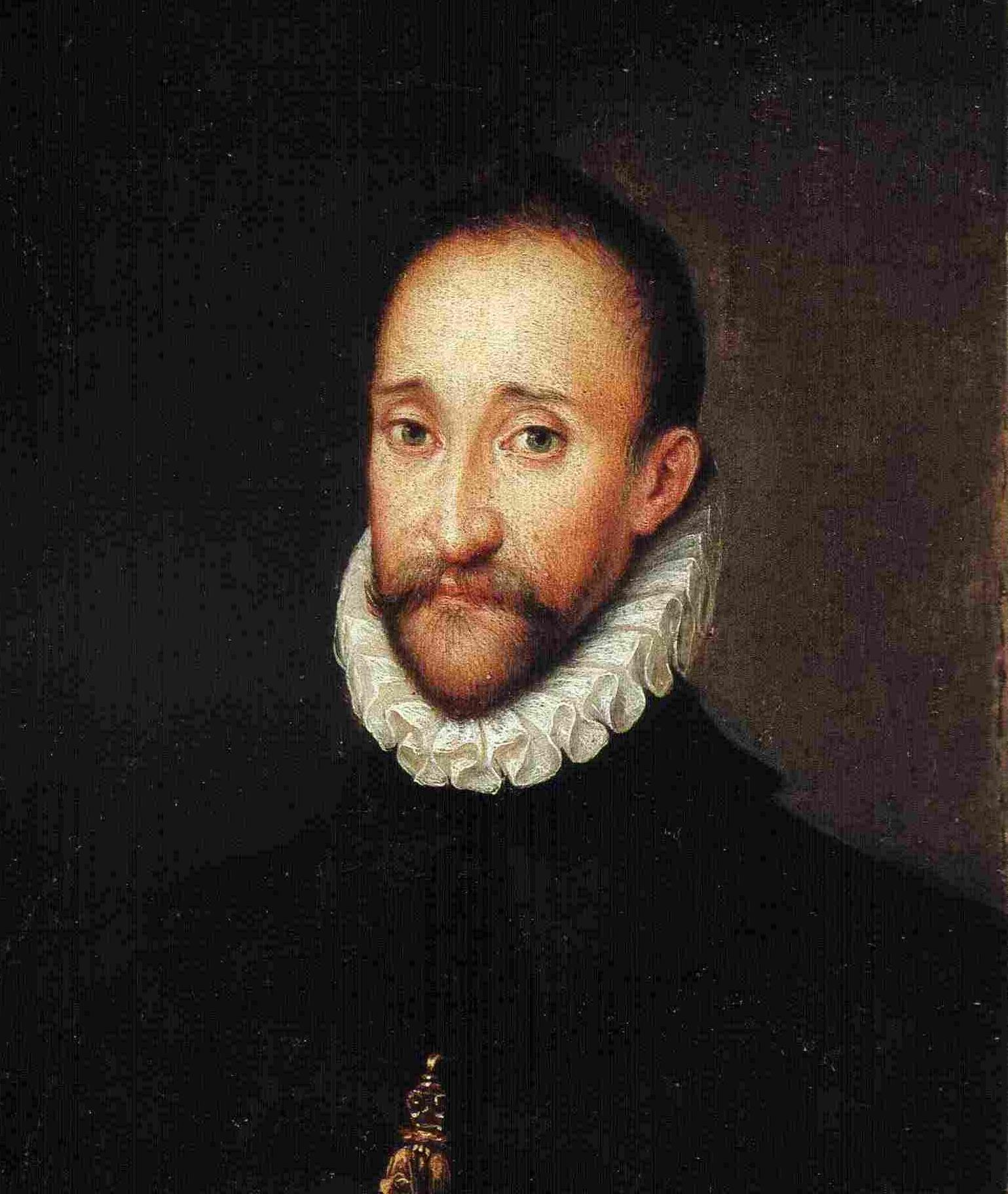
Ottavio
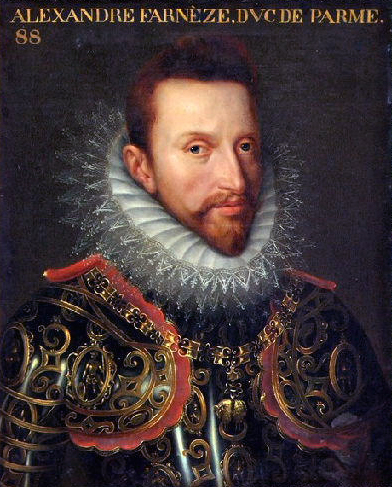
Alessandro
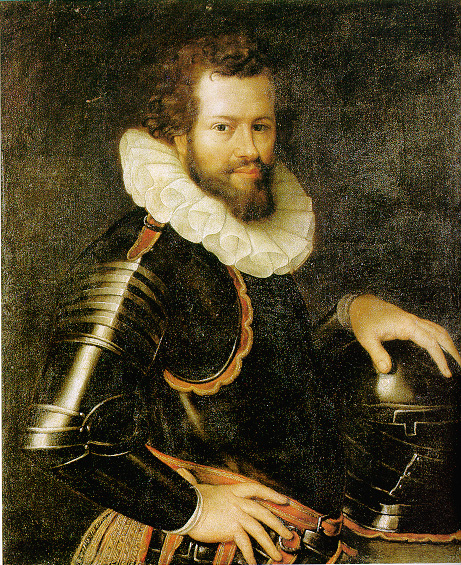
Ranuccio I
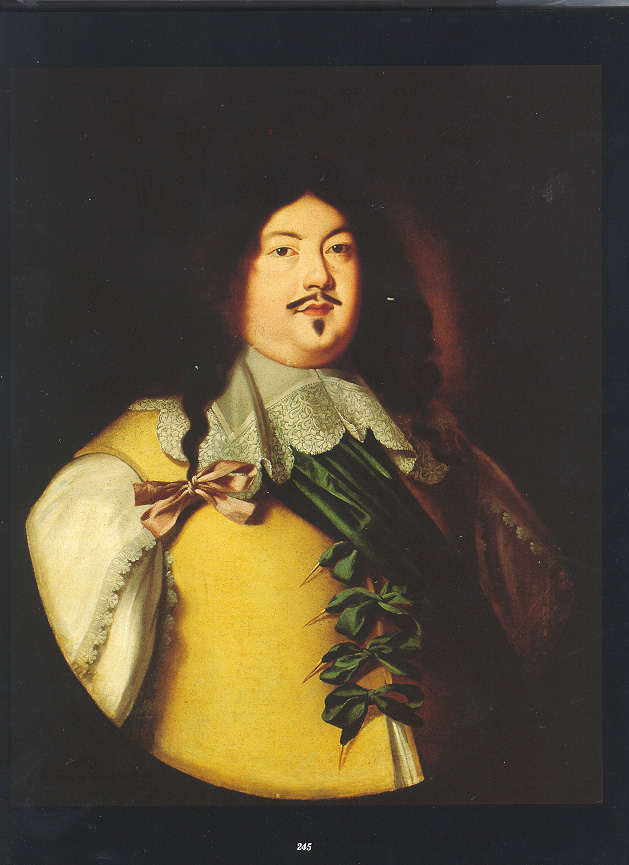
Odoardo I
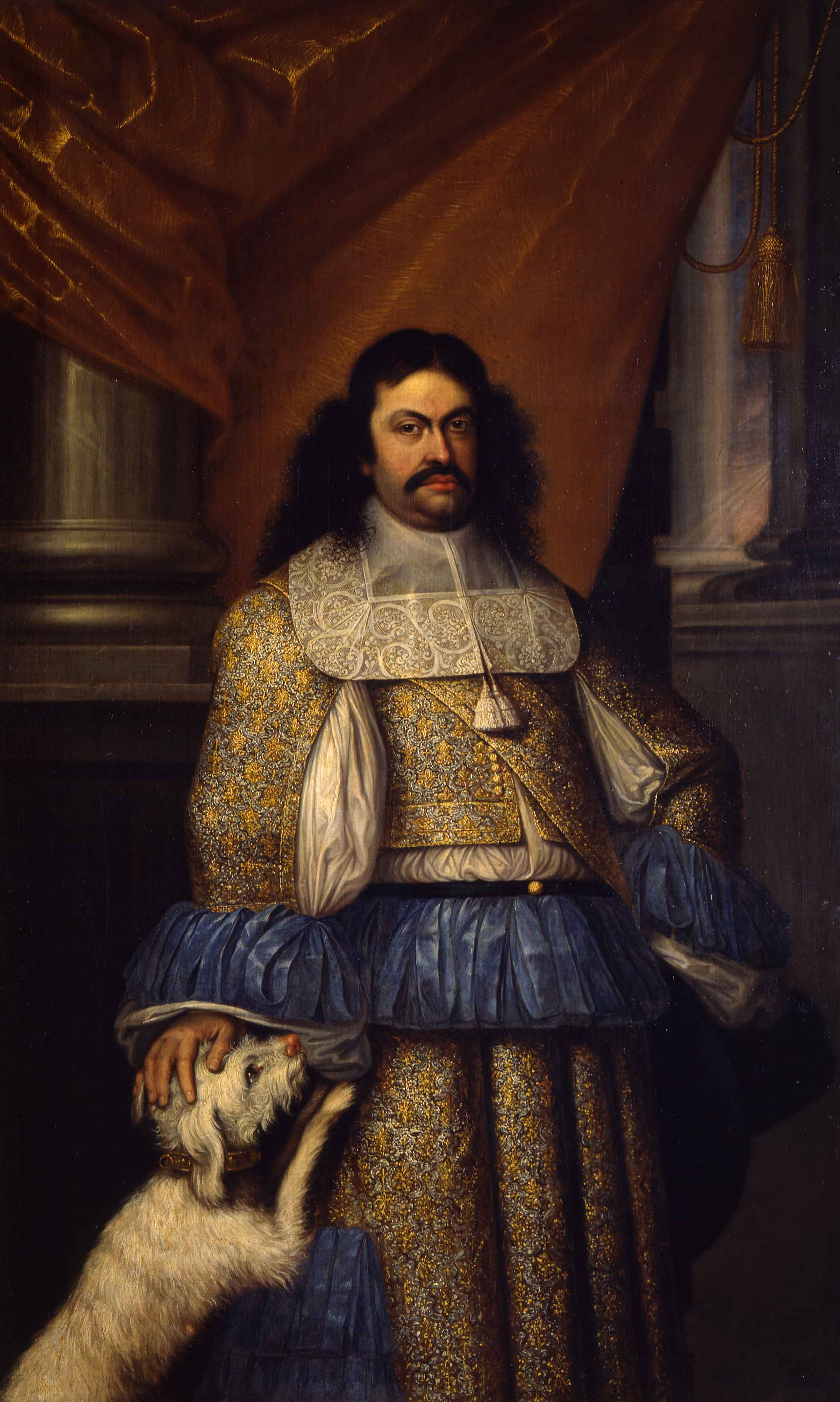
Ranuccio II

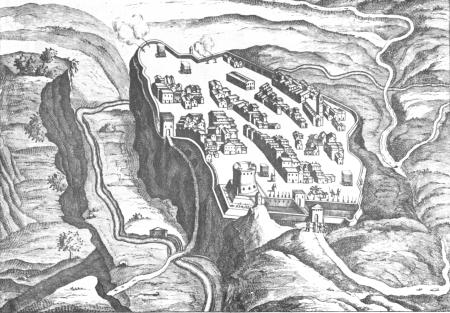
La città di Castro
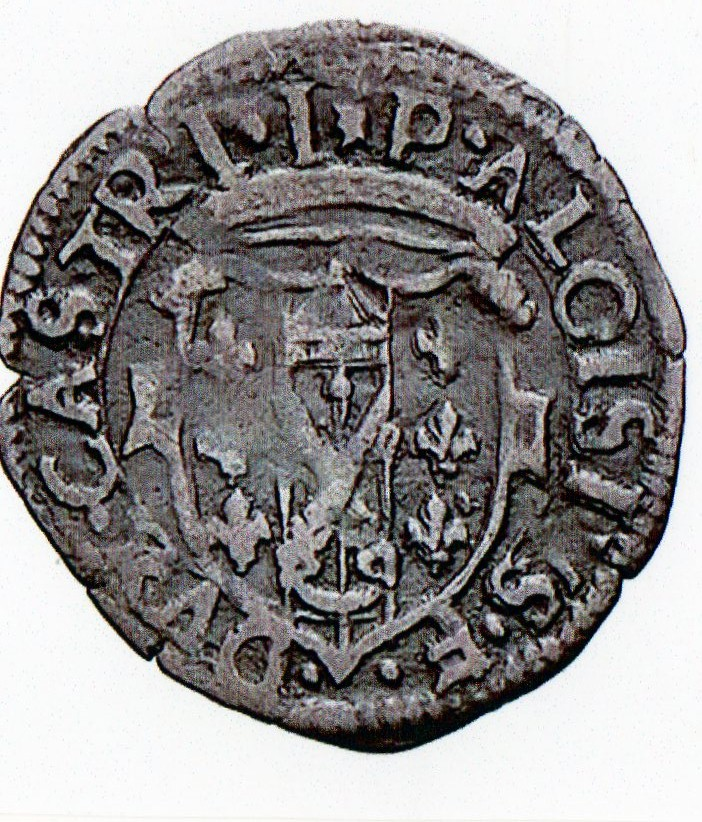
Una moneta di Castro (1545, Pier Luigi Farnese)
Il leone d'argento del ducato